# Thủy điện Séo Chong Hô
Thủy điện Séo Chong Hô hay thủy điện Séo Trung Hồ là thủy điện xây dựng trên dòng suối Séo Trung Hồ tại vùng đất các xã Tả Van và Bản Hồ, thị xã Sa Pa tỉnh Lào Cai, Việt Nam.
.
Thủy điện Séo Chong Hô có công suất lắp máy 21 MW với 2 tổ máy, khởi công năm 2008 hoàn thành tháng 3/2013 .
Thủy điện Séo Chong Hô đã từng được khởi công tháng 10/2004, nhưng thi công bị kéo dài , sau đó tái khởi động.

## Suối Séo Trung Hồ
Suối Séo Trung Hồ, trong văn liệu thủy điện viết là Séo Chong Hô, là dòng suối nhỏ dài cỡ 16 km, bắt nguồn từ sườn đông nam khối núi của đỉnh Fansipan trong dãy Hoàng Liên Sơn 22°15′36″B 103°50′46″Đ / 22,260135°B 103,84606°Đ. Suối chảy uốn lượn từ xã Lao Chải về hướng đông nam. Đến bản Séo Mý Tỷ xã Tả Van thì đổi hướng đông bắc .
Suối chảy ngang qua bản Séo Trung Hồ và đổ vào ngòi Bo ở đoạn xã Mường Hoa và Bản Hồ, thị xã Sa Pa, phía trên đập tạo hồ của Thủy điện Sử Pán 2 22°16′19″B 103°56′33″Đ / 22,271888°B 103,942384°Đ. Đoạn ngòi Bo ở đây còn có tên là suối Tả Van, tiếp nối với đoạn của ngòi Bo có tên suối Mường Hoa ở thung lũng Mường Hoa.

## Kỷ lục Việt Nam - Hồ nước thủy điện cao nhất
Hồ nước thủy điện Séo Trung Hồ còn gọi là hồ Séo Mý Tỷ ở độ cao hơn 1.600 m là hồ nước nhân tạo nằm trong dãy Hoàng Liên quanh năm mây phủ, hiện là hồ nước nhân tạo cao nhất Việt Nam .

## Chỉ dẫn
1. ↑  Theo Bản đồ tỷ lệ 1:50.000 tờ F-48-40-B, Cục Đo đạc và Bản đồ (2004) thì các địa danh ở đây là suối Séo Trung Hồ, chảy qua bản Séo Trung Hồ xã Bản Hồ. Tuy nhiên tên "Séo Chong Hô" gần với phát âm trong tiếng H'Mông hơn.